# Камерунская линия
Камерунская линия — геологический разлом или рифтовая зона, которая тянется вдоль границы Восточной Нигерии и западного Камеруна, от горы Камерун на побережье Гвинейского залива на северо-восток, в сторону озера Чад. На ней расположена рифтовая долина Мбере. Линия характеризуется грядами горных хребтов и вулканов, известными как Камерунский хребет или Камерунские нагорья. Она была образована около 80 миллионов лет назад, при движении Африканской тектонической плиты против часовой стрелки. Через рифт открылись каналы магмы, что привело к образованию вулканов. Девять вулканов вдоль линии считаются активными: последнее извержение произошло в 2000 году на горе Камерун. Другие горы на гряде: горы Бамбоутус, гора Этинде, гора Маненгуба. Озеро Ньос — кратерное озеро, связанное с вулканизмом камерунской линии, расположено на северо-западе Камеруна. Рифт имеет продолжение в Атлантическом океане и образует острова Аннобон, Биоко, Принсипи и Сан-Томе. Эти острова также иногда называются островами Гвинейского залива.
Камерунская линия начинается от тройника в Атлантическом океане и является классическим примером авлакогена.
Геологи[какие?] расходятся во мнениях, какие именно вулканические области должны быть включены в камерунскую вулканическую линию. Бесспорно, это гряда островов и континентальная линия в Оку. На основе сходства по возрасту и составу иногда также включают плато Нгаундере, плато Биу в Нигерии севернее рукава Йола прогиба Бенуэ и Плато Джос на запад от прогиба Бенуэ.
Камерунская линия делит пополам угол, где побережье Африки имеет изгиб 90°, и отрезает направляющуюся на юг Конголезскую платформу от направляющейся на запад Западно-Африканской платформы. Береговая линия примерно соответствует побережью геологической провинции Борборема на северо-востоке Бразилии, которая начала отделяться от этой части Африки около 115 миллионов лет назад.
Центрально-Африканская зона сдвига, направляясь от Судана до побережья Камеруна, расположена под континентальной частью камерунской линии. Она ограничена на юго-западе зоной сдвига Фумбан, которая была активна до и во время открытия Южной Атлантики в меловой период. Сейчас геологи отождествляют происхождение зоны сдвига Фумбан с разломом Пернамбуку в Бразилии.